# スリランカ航空
スリランカ航空（シンハラ語: ශ්‍රීලංකන් ගුවන් සේවය, タミル語: இலங்கை விமானச்சேவை,英語: SriLankan Airlines）は、スリランカの航空会社。

## 概要
スリランカのナショナル・フラッグ・キャリアであり、2018年度（2018年4月-2019年3月）の純利益は57億スリランカ・ルピー。
コロンボのバンダラナイケ国際空港をハブ空港としており、東アジア、東南アジア、南アジア、中東（西アジア）、ヨーロッパなど22カ国37都市（2019年現在）を結んでいる。
インドへは季節便も含めると2017年7月現在で14都市に週126便を運航しており、インドに就航している外国航空会社では最大の運航便数である。 また、モルディブに最多数の直行便を運航する航空会社でもある。
航空券の座席予約システム（CRS）は、アマデウスITグループが運営するアマデウスを利用している。
2019年5月には月間定時到着率90.75%を記録し、FlightStats社の発表する月間定時到着率ランキングの「グローバル航空会社」「主要航空会社」の2部門において1位を獲得した。

## 歴史

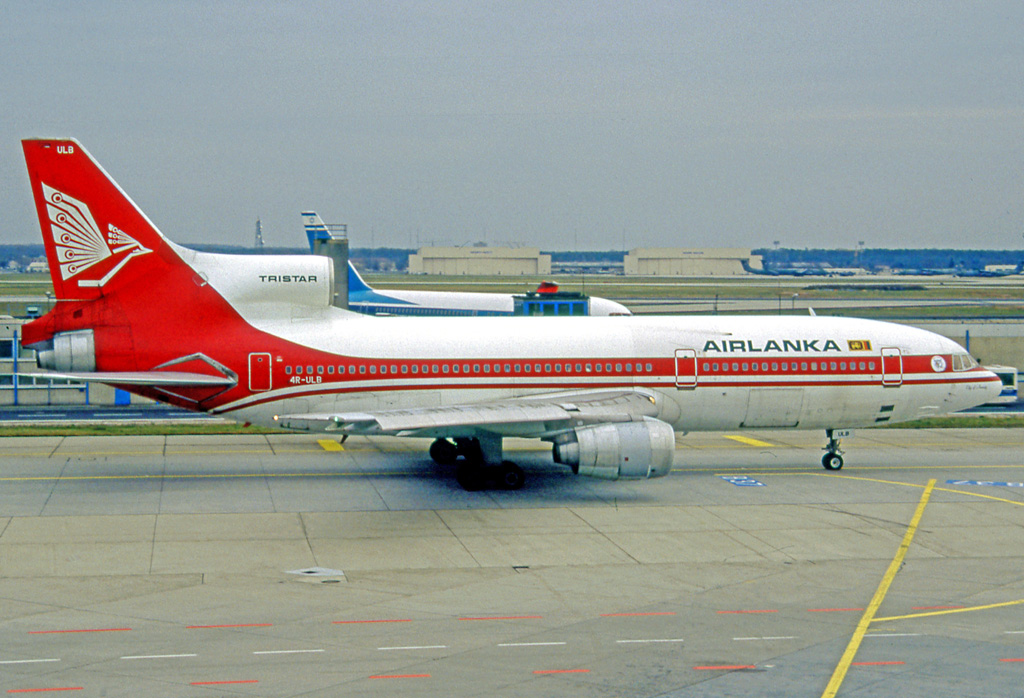
エア・ランカ時代の機体（L-1011 トライスター）

- 1979年7月 国営航空会社だったエア・セイロン (Air Ceylon) を引き継ぐ形で、シンガポール航空からの支援を受けながらエア・ランカ (Air Lanka) として、コロンボからバンコクへの定期便就航を開始。
- 1983年7月 スリランカ政府とタミル・イーラム解放のトラ (LTTE) によるスリランカ内戦が勃発。内戦は2009年まで続き、以後スリランカ航空も大きな影響を受ける。
- 1998年 エミレーツ航空が43.6％を出資。また、エミレーツ航空とは10年間のストラテジックパートナーシップを結んだ。
- 1999年 スリランカ航空に名称を改称。
- 2001年7月24日 LTTEがコロンボ郊外にあるスリランカ空軍基地とバンダラナイケ国際空港を襲撃し、スリランカ航空のエアバスA340型機（機体記号：4R-ADD）と、エアバスA330型機（機体記号：4R-ALF、4R-ALE）と、エアバスA320型機（機体記号：4R-ABA）が大破炎上した。これらの旅客機には乗客はいなかったため、人的被害はなかったが、スリランカ航空が運用していた航空機12機の大半が使用不能になるという大打撃を受けた（バンダラナイケ国際空港襲撃事件）。
- 2003年12月1日 スリランカとインド両政府による航空交渉で決定した、インドにおける｢オープン・スカイ・ポリシー｣の実施に伴い、スリランカ航空のデリー、ムンバイ、ティルッチラーッパッリ、バンガロール線などが増便された[5]。
- 2007年5月9日 内戦によるバンダラナイケ国際空港の発着制限に伴い、成田／マレ／コロンボ線を、成田／コロンボ線の直行便に変更して運航[6]。
- 2007年6月23日 インペリアル・マーク審査委員会が、スリランカ航空に賞を授与した。アジア国籍の航空会社では初の受賞となる。
- 2007年9月16日 スリランカ政府によるバンダラナイケ国際空港の夜間発着制限が解除されたことを受け、成田／マレ／コロンボ線の、成田／マレ間直行便の運航を再開[6]。
- 2007年12月21日 オンラインチェックインのサービスを開始[7]。
- 2008年 エミレーツ航空が、同社の所有する全てのスリランカ航空の株式売却を表明した。スリランカ政府がこの株式を買い戻し、同国のナショナル・フラッグ・キャリアとなる。
- 2008年3月31日 エミレーツ航空とのマネージメント契約が終了[8]。
- 2012年6月11日 世界的な航空連合であるワンワールドに、2014年5月1日に正式加盟することで合意した[9][10]。
- 2013年3月18日 スリランカ南部に第2の国際空港となるマッタラ・ラージャパクサ国際空港が開港。バンコク・北京・リヤド路線等を運航開始[11]。
- 2013年6月19日 エアバスA350-900型機（4機）、エアバスA330-300型機（6機）を正式発注した[12]。
- 2013年10月7日 エアバスへの直接発注分であるエアバスA350-900を4機の他に、航空機リース会社インターナショナル・リース・ファイナンス (ILFC) から、エアバスA350-900を追加で3機導入する、12年間のリース契約を締結した[13]。
- 2014年5月1日 ワンワールドへ、同日付けで正式加盟した[14]。これに合わせて、「member of oneworld」塗装をまとったA330-200（機体番号：4R-ALH）もお披露目。
- 2015年1月 大統領選の結果ラージャパクサ政権が退陣。スリランカ航空の経営陣も刷新されるとともに、巨額の赤字が発生していたマッタラ・ラージャパクサ国際空港発着の全路線の廃止を決定[15]。

- 2016年10月、スリランカにおける単一の巨大航空会社設立の試みの一環で、姉妹航空会社のミヒン・ランカを吸収合併、全機材と航路業務を引き継ぎ、10航路を追加した。2016年末までに、フランクフルト、パリ、ローマ航路を廃止した。

- 2017年10月、5年ぶりに新長距離航路としてオーストラリアのメルボルンへの直行便を就航[16]。

- 2020年2月、中国・武漢 へCOVID-19での救援便を運航[17]。8月には363億ルピー以上の赤字を報告し、早期退職制度を実施[18]。
- 2023年3月、前年のスリランカ政府のデフォルトを受けた、IMFによる金融支援プログラムに伴う構造改革の一環として、民間への売却が発表される[19]。

## 就航路線
| 国               | 都市 |
| ---------------- | --- |
| スリランカ       | ハブ空港：コロンボ |
| 日本             | 東京/成田 |
| 韓国             | 仁川 |
| 中国             | 北京/首都、上海/浦東、広州 |
| ネパール         | カトマンズ |
| パキスタン       | カラチ、ラホール |
| バングラデシュ   | ダッカ |
| モルディブ       | ガン島、マレ |
| インド           | チェンナイ、コーチ、ティルヴァナンタプラム、ハイデラバード、マドゥライ、ティルッチラーッパッリ、ムンバイ、デリー、ベンガルール |
| タイ             | バンコク/スワンナプーム |
| シンガポール     | シンガポール |
| インドネシア     | ジャカルタ |
| マレーシア       | クアラルンプール |
| サウジアラビア   | リヤド、ダンマン |
| アラブ首長国連邦 | ドバイ、アブダビ |
| クウェート       | クウェート |
| カタール         | ドーハ |
| バーレーン       | バーレーン |
| オーストラリア   | メルボルン、シドニー |
| イギリス         | ロンドン/ヒースロー |
| フランス         | パリ/シャルル・ド・ゴール |
| ドイツ           | フランクフルト |
| カナダ           | トロント（デリー経由） |

## 日本との関係
| 便名      | 路線      | 路線     | 機材                                  |
| --------- | --------- | -------- | ------------------------------------- |
| UL454/455 | 東京/成田 | コロンボ | - エアバスA330-200 - エアバスA330-300 |

### 日本との歴史
- 1984年7月2日、成田-コロンボ線を運航開始。
- 2011年12月25日から、成田-コロンボ線を週3往復から週4往復に増便[20]。
- モルディブのマレを経由のコロンボ-成田線は、2012年3月までにコロンボ直行便に経路を変更[21]。
- 2012年3月22日から23日にかけて、日本とスリランカの航空当局間協議が東京で開催され、2013年の成田国際空港発着枠27万回化のタイミングで、成田関連路線について日本／スリランカ間輸送のオープンスカイ協定を実現することで合意した。また、関西国際空港と中部国際空港など、首都圏以外の空港については、現在の2国間輸送の自由化に加え、以遠権についても自由化した[22][23]。
- 2014年11月15日から、同社初のエアバスA330-300を成田-コロンボ線に投入し、エアバスA340を置き換える。
- 2018年のスリランカでのテロ事件の発生を受けて、コロンボへの旅客需要が減少したため、2019年7月24日から、成田発便がマレ経由に変更になった[24]。
- 2019年10月29日から、再び、成田-コロンボ直行に変更された。
- 2020年4月より、成田-コロンボ線を運休。
- 2021年2月から、成田-コロンボ間を週2便で運航再開。
- 2021年3月15日より、成田-コロンボ線を週2往復から週3往復に増便[25]。
- 2023年7月29日より、成田-コロンボ線を週3往復から週4往復に増便[26]。
- 2024年1月18日より、成田-コロンボ線を週4往復から週5往復に増便[27]。

## コードシェア提携航空会社
2019年8月現在、スリランカ航空とコードシェアを提携しているのは以下の会社。

### ワンワールド加盟航空会社
| - フィンエアー - 日本航空 - マレーシア航空 | - カンタス航空 - カタール航空 |

### その他航空会社
| - エア・カナダ - エア・インディア - エティハド航空 - アリタリア-イタリア航空 - オマーン・エア - ジェットスター・アジア | - ミャンマー国際航空 - シナモン・エア（エアタクシーを運航） - フィッツ・エア（航空貨物のみ） - Lankan Cargo（航空貨物のみ） - フランス国鉄（SNCF・鉄道） |

## マイレージサービス
エミレーツ航空と「スカイワーズ」の名称でマイレージサービスを共通化していたが、2008年4月1日より「フライ・スマイルズ」（FlySmiLes）を開始。新プログラムは、利用状況によりゴールド、シルバー、ブルーの3つに分かれ、カテゴリーに応じた特典を提供する。ゴールドとシルバーは、コロンボ・バンダラナヤケ国際空港でのラウンジサービス、優先チェックイン、事前座席指定、空席待ちの優遇特典などが受けられる。なお、既存のスカイワーズ会員は2008年6月30日まで、保有するマイルを同レートで新プログラムに移行可能であった。
日本航空、アメリカン航空、ブリティッシュ・エアウェイズ、キャセイパシフィック航空などのワンワールドメンバーの他、エティハド航空とミヒン・ランカと提携している。

## トピック
- 2005年1月24日、スマトラ島沖地震災害から復興する為、スリランカ航空は1月29日から2月末まで「がんばれ！スリランカキャンペーン」を実施した。これは日本発パッケージ・ツアーの参加者の航空運賃分から、1人1万円を被災した小学校の再建に寄付するもので、スリランカン・ケア慈善基金を通じて教科書、ランドセル、制服などを提供する資金に充てられた[30]。
- 2011年2月、国際トラベルケータリング協会（英語版） (ITCA) のマーキュリー・アワード2010で、スリランカ・ケータリングが機内食の残り物の廃棄にあたり、熱処理後、廃棄物としてではなく、再利用可能な肥料等にして農家などで利用し、その活動が環境に配慮していると評価され、2部門で表彰された[31]。
- 2012年8月29日、従来の紙のマニュアルから、iPadを利用した「エレクトロニック・フライト・バッグ (EFB)」に切り替えた。2012年10月末までに、約300名のパイロットがiPadを使用する。同社ではiPadの採用で、正確かつ効率的にフライトが可能になるとしている[32]。
- 同社は機材の維持管理が行き届いておらず、また、社員教育のレベルも決して高くないため、大手旅行代理店のHISが公開している口コミ情報では、大多数の日本人利用者から低い評価を得ている[33]。
- 在スリランカ日本国大使館は、成田発コロンボ行きの機内で、複数の盗難や盗難未遂事案が発生していることを明らかにし、頭上の棚に収納する荷物には貴重品を入れないことや、就寝中などに盗難被害に遭う可能性があるとして、注意を怠らないよう呼びかけている[34]。
- 2019年2月19日、スリランカ航空が保有するエアバスA330-200のタイヤがチェンナイ空港着陸時にバーストする事故が発生した。当該機は10時間後にチェンナイ空港を離陸した[35]。
- 2019年4月21日に発生した、スリランカ連続爆破テロ事件で亡くなった日本人女性の遺体とその家族を乗せたスリランカ航空機（ALK454便、A330型機）が4月25日朝、成田国際空港に到着した。空港では青いシートに包まれて花束が手向けられた棺が降ろされ、スリランカ航空の関係者や空港作業員が黙礼して出迎えた[36]。

## 機材
| 機種             | 運航数 | 発注数 | 定員 | 定員 | 定員 | 備考 |
| 機種             | 運航数 | 発注数 | J    | Y    | 計   | 備考 |
| ---------------- | ------ | ------ | ---- | ---- | ---- | ---- |
| エアバスA320-200 | 7      | -      | 16   | 120  | 136  |      |
| エアバスA320-200 | 7      | -      | 12   | 138  | 150  |      |
| エアバスA320-200 | 7      | -      | 12   | 150  | 162  |      |
| エアバスA320neo  | 2      | -      | 12   | 138  | 150  |      |
| エアバスA321neo  | 4      | -      | 12   | 176  | 188  |      |
| エアバスA330-200 | 2      | 1      | 18   | 251  | 269  |      |
| エアバスA330-200 | 2      | 1      | 18   | 252  | 270  |      |
| エアバスA330-300 | 7      | 1      | 28   | 269  | 297  |      |
| エアバスA350-900 | -      | 4      | 未定 | 未定 | 未定 |      |
| 計               | 22     | 6      |      |      |      |      |

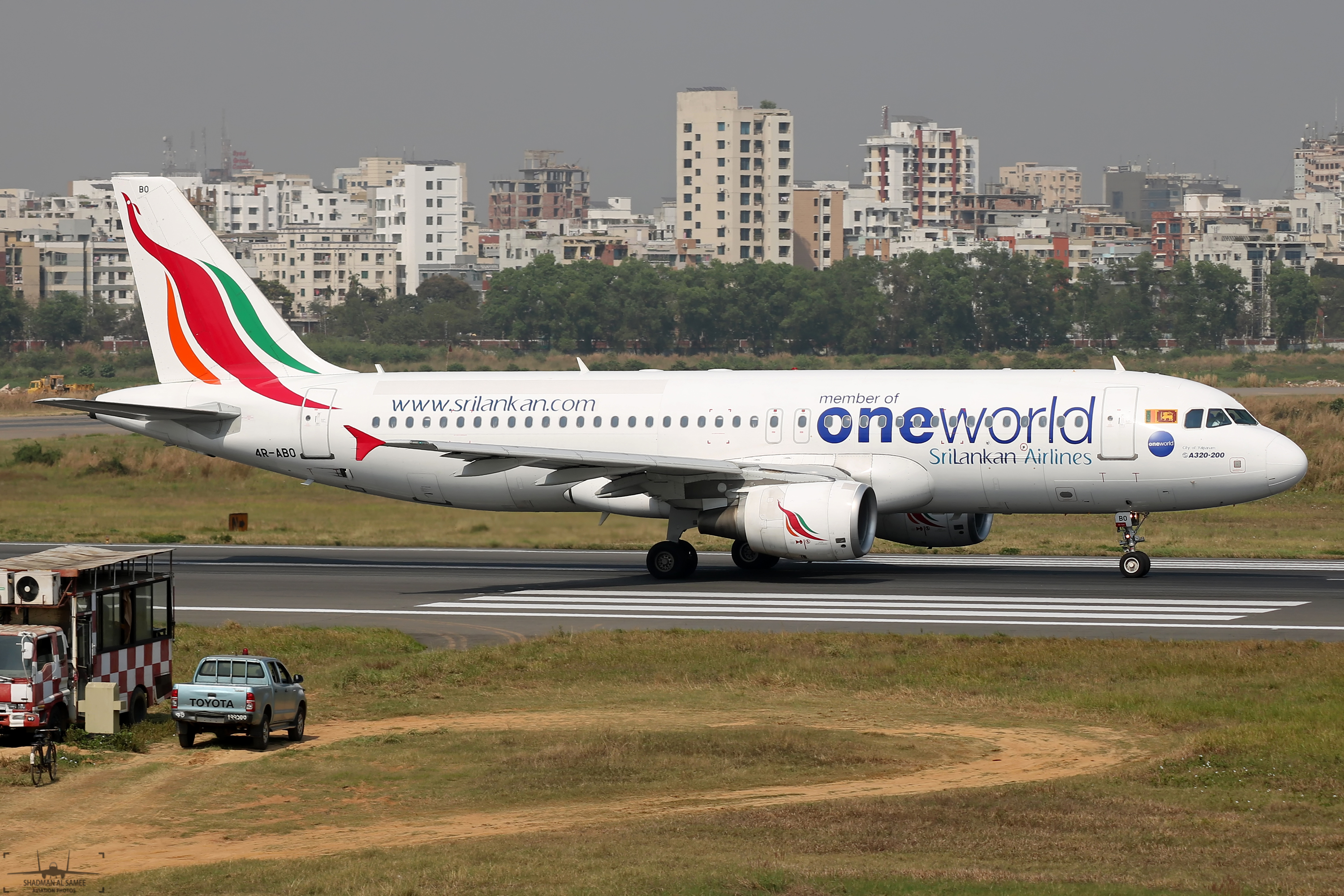
エアバスA320-200（ワンワールド塗装）
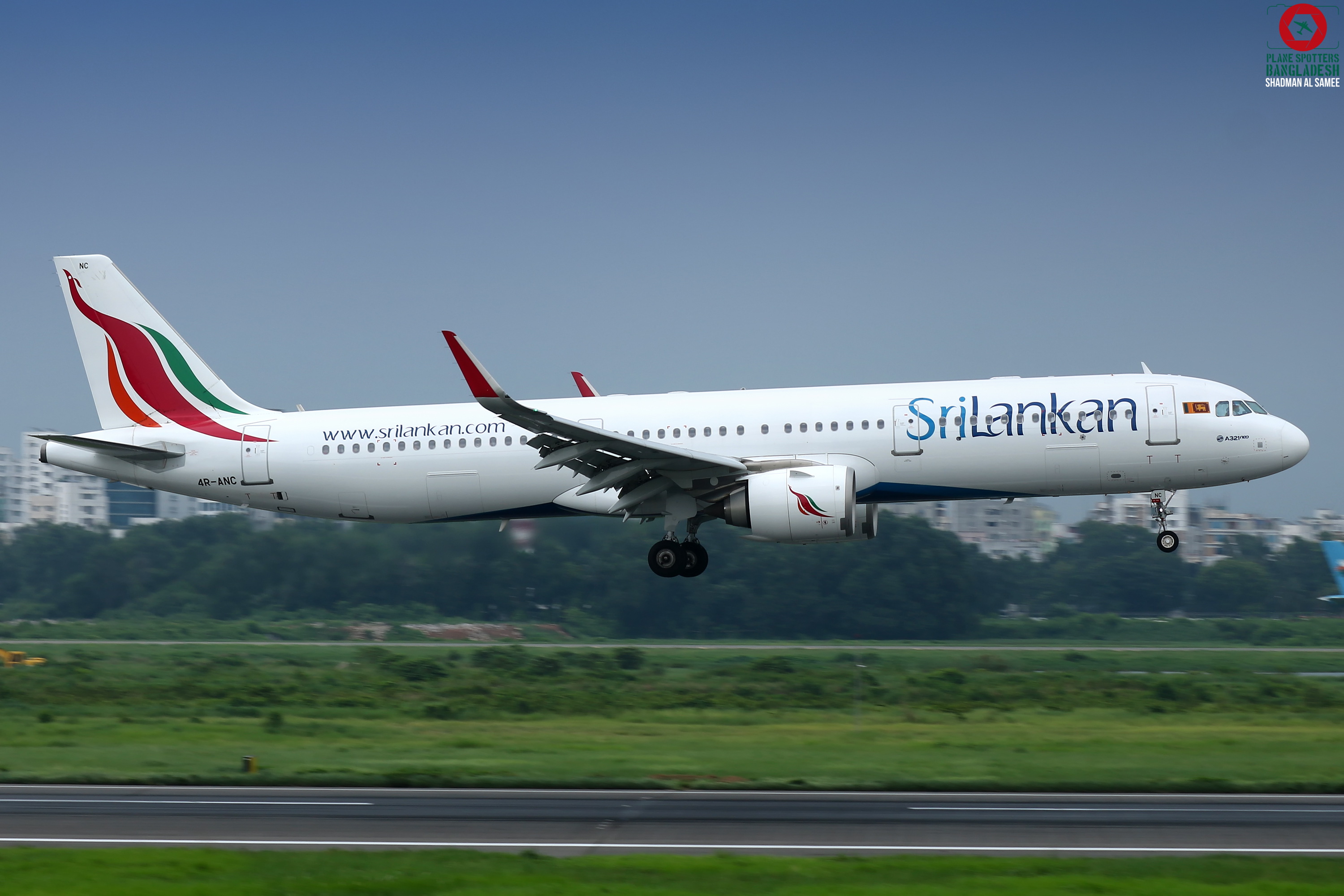
エアバスA321neo
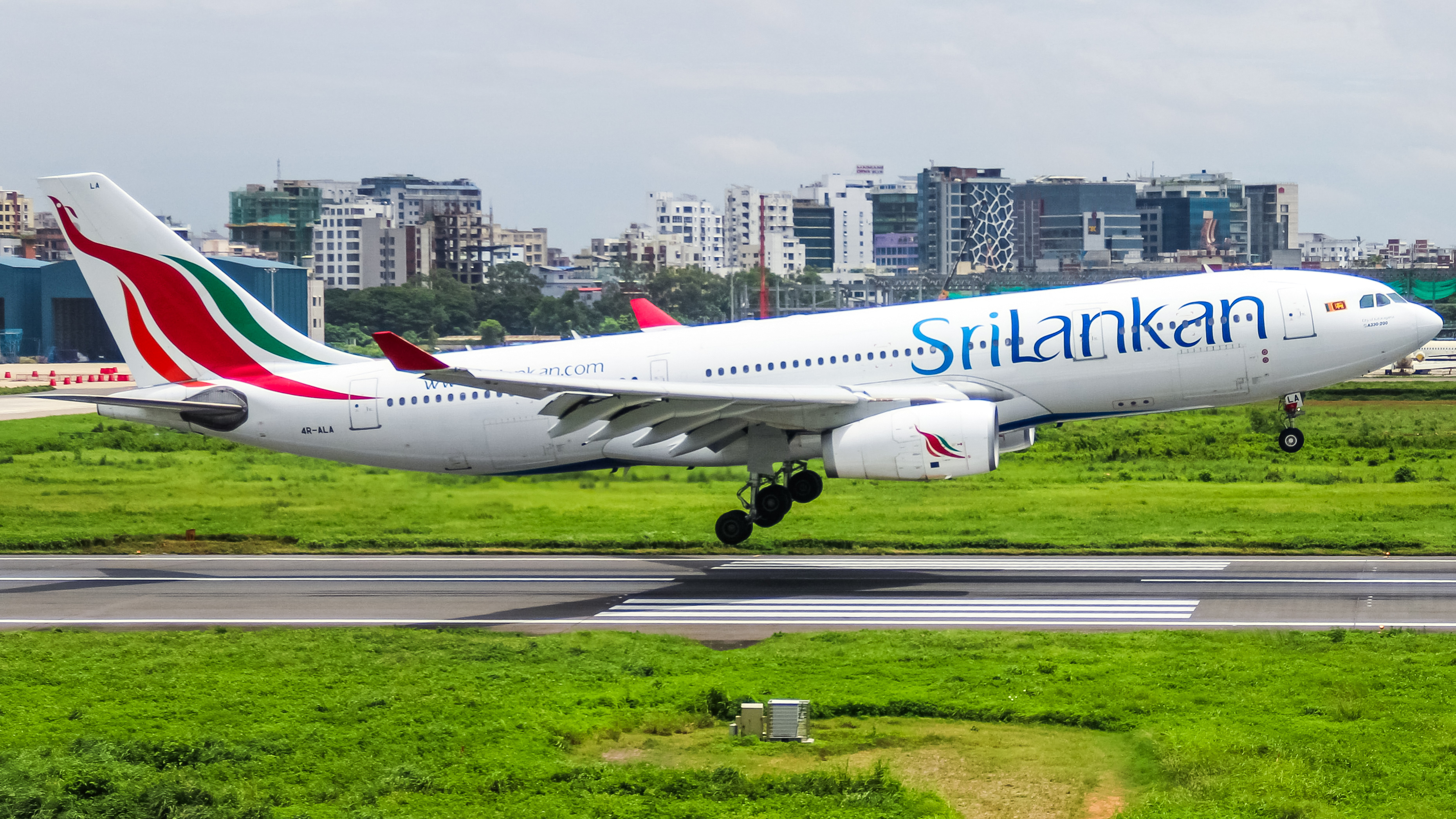
エアバスA330-200
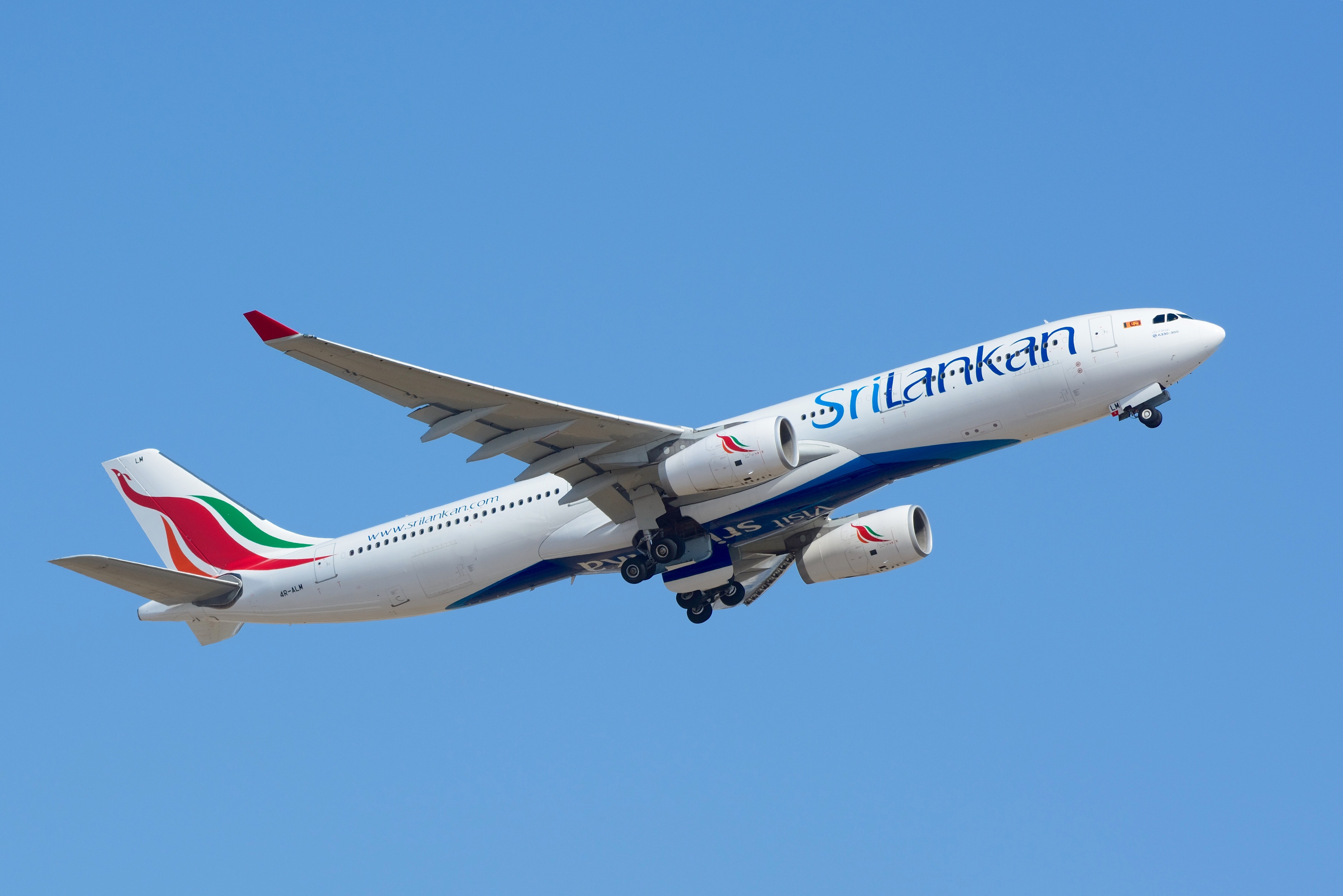
エアバスA330-300

### 退役機材
- ボーイング707-320 (1979–1990)
- ボーイング737-200 (1979-1995)
- ロッキード L-1011 トライスター (1980-2000)
- ボーイング747-200 (1984-1987)
- ボーイング737-300 (1992-1992)
- エアバスA300B4 (2000-2000)
- エアバスA340-300 (1994-2016)[40][41]
- ボーイング767-300ER (2010-2010)
- エアバスA321-200 (2014-2024)
- エアバスA319-100 (2016-2017)

## 参照
1. ↑  “SriLankan Catering posts Rs. 5.7 billion net profit” (英語).   スリランカ航空. 2019年8月16日閲覧。
2. ↑  “スリランカ航空、ネットワークが過去最高の41都市に拡大 新機材も受領”. FlyTeamニュース. (2017年7月29日) 2019年8月16日閲覧。
3. ↑  “日本発着路線をもつアルテア利用航空会社 (2015年6月現在)”. 2015年9月27日時点のオリジナルよりアーカイブ。2015年9月26日閲覧。
4. ↑  “スリランカ航空、5月のFlightStats定時到着率で世界1位”. FlyTeamニュース. (2019年6月11日) 2019年8月16日閲覧。
5. ↑  “UL、インド路線を拡充、5都市に合計週9便を増便”. トラベルビジョン. (2003年12月15日) 2019年8月7日閲覧。
6. 1 2  “スリランカ航空、東京／モルディブ直行便運航再開へ−コロンボ空港制限解除”. トラベルビジョン. (2007年9月10日) 2019年8月7日閲覧。
7. ↑  “スリランカ航空、コロンボ空港でオンライン・チェックインを導入”. トラベルビジョン. (2007年12月21日) 2019年8月7日閲覧。
8. 1 2  “スリランカ航空、新たなフリークエントフライヤープログラムを開始”. トラベルビジョン. (2008年4月2日) 2019年8月7日閲覧。
9. ↑  “スリランカ航空、ワンワールド加盟に合意－正式加盟は13年後半予定”. トラベルビジョン. (2012年6月11日) 2019年8月7日閲覧。
10. ↑  “スリランカ航空がワンワールド・アライアンスへの加盟に合意”.  日本航空. 2012年6月11日閲覧。
11. ↑  “SriLankan Airlines Outlines Planned Operation from Hambantota from late-March 2013”.   AIRLINE ROUTE (2013年3月). 2015年1月19日閲覧。
12. ↑  スリランカ航空、A350-900を4機とA330を6機発注へ Aviation Wire
13. ↑  “ILFC、スリランカ航空とA350-900をリース契約 2016年引き渡し”.   FlyTeam ニュース. 2013年10月7日閲覧。
14. ↑  “SriLankan Airlines joins oneworld”.   oneworld news. 2014年5月1日閲覧。
15. ↑  “スリランカ航空、前大統領の地元にある国際空港の路線を廃止へ”.  AFPBB (2015年1月18日). 2015年1月18日閲覧。
16. ↑  “The Sunday Leader Online - Spotlight”. thesundayleader.lk. 2017年10月30日閲覧。
17. ↑  “Sri Lanka flies out 33 citizens from coronavirus epicenter in Wuhan, China”. EconomyNext 2020年11月21日閲覧。
18. ↑  “SriLankan Airlines loses Rs36.3bn up to Aug 2020”. EconomyNext 2020年11月21日閲覧。
19. ↑  “スリランカ航空など国有企業7社を売却へ”.  JETRO (2023年4月6日). 2023年4月7日閲覧。
20. ↑  “スリランカ航空、12月25日から成田/コロンボ線で週1便増を予定 | FlyTeam ニュース”. FlyTeam(フライチーム). 2025年4月1日閲覧。
21. ↑  “スリランカ航空、全便コロンボ直行便に変更－7月には増便、ハブ機能強化”.   トラベルビジョン (2012年2月28日). 2015年1月18日閲覧。
22. ↑  “スリランカとオープンスカイ合意、12年から成田増便可能に”. トラベルビジョン. (2012年3月27日) 2019年8月7日閲覧。
23. ↑  報道発表資料:日本・スリランカ航空当局間協議の結果について 国土交通省
24. ↑  “スリランカ航空、7月から成田/コロンボ線の経路とスケジュールを変更 | FlyTeam ニュース”. FlyTeam(フライチーム). 2025年4月1日閲覧。
25. ↑  sky-budget (2021年3月15日). “スリランカ航空、本日2021年3月15日より東京/成田～コロンボ線を増便 | sky-budget スカイバジェット”. 2025年4月1日閲覧。
26. ↑  sky-budget (2023年7月3日). “スリランカ航空、2023年7月29日より東京/成田～コロンボ線を増便 | sky-budget スカイバジェット”. 2025年4月1日閲覧。
27. ↑  sky-budget (2023年11月21日). “スリランカ航空、2024年1月18日より東京/成田～コロンボ線を増便 | sky-budget スカイバジェット”. 2025年4月1日閲覧。
28. ↑  “Code shares: Partners” (英語).   スリランカ航空. 2019年8月16日閲覧。
29. ↑  “ジェットスター・アジアとスリランカ航空、シンガポール発着で共同運航”. FlyTeamニュース. (2015年2月16日) 2019年8月16日閲覧。
30. ↑  “スリランカ、津波後の支援は「日本人が訪れることで再建に繋がる」”. トラベルビジョン. (2005年1月24日) 2019年8月7日閲覧。
31. ↑  “マーキュリー・アワード2010、スリランカ航空が2部門で表彰”. FlyTeamニュース. (2011年3月9日) 2019年8月7日閲覧。
32. ↑  “スリランカ航空、iPadマニュアル採用-エアバス、フォッカー機材で導入”. FlyTeam ニュース. (2012年9月1日) 2019年8月7日閲覧。
33. ↑  “H.I.S. スリランカ航空のクチコミ・評判｜海外旅行・ツアー、格安航空券の総合情報サイト”. H.I.S. | 海外旅行・ツアー、格安航空券の総合情報サイト. 2019年8月6日閲覧。
34. ↑  Traicy編集部 (2018年5月3日). “東京/成田発コロンボ行き機内で盗難相次ぐ 注意呼びかけ”. TRAICY（トライシー）. 2019年8月6日閲覧。
35. ↑  “SriLankan Airlines Airbus A330 Bursts Tyre on Landing” (英語). Aviation Voice. (2019年2月19日) 2019年8月7日閲覧。
36. ↑  “スリランカ連続爆破テロで犠牲　高橋さんの遺体が帰国”. 朝日新聞デジタル. (2019年4月25日) 2019年8月7日閲覧。
37. ↑  “弊社保有機群”. SriLankan Airlines. 2025年5月13日閲覧。
38. ↑  “SriLankan Airlines Fleet Details and History”. Planespotters.net. 2025年5月13日閲覧。
39. ↑  “Orders and deliveries”. Airbus. 2025年5月13日閲覧。
40. ↑  “Goodbye old friends” (英語). serendib.btoptions.lk. 2019年8月6日閲覧。
41. ↑  “スリランカ航空、A340-300でラストフライト 4発機が完全退役”. FlyTeam ニュース. (2011年3月19日) 2019年8月7日閲覧。